# Lobogonia ambusta
Lobogonia ambusta là một loài bướm đêm trong họ Geometridae.